# Члени УЦР 1-го складу
Українська Центральна Рада
07 березня - 07 квітня 1917 року
| Прізвище, ім'я                            | Представництво                             | Посада           |
| ----------------------------------------- | ------------------------------------------ | ---------------- |
| Авраменко ?.?. (солдат)                   | Київський військовий гарнізон              |                  |
| Антонович Дмитро Володимирович            | УСДРП                                      | Заступник голови |
| Базяк Ісаак Григорович                    | УПСР                                       |                  |
| Барановський Христофор Антонович          | Кооперативні організації                   |                  |
| Бойко Василь Сидорович                    | Студентський союз                          |                  |
| Бульба Володимир                          | «Арсенал»                                  |                  |
| Василенко Микола Прокопович               | Просвітні організації Києва                |                  |
| Веселовський Сергій Феофанович            | УСДРП                                      | Секретар         |
| Вілінський Олександр Валер'янович         | Агрономічне товариство                     |                  |
| Власенко Іван Герасимович                 | УПТ                                        |                  |
| Волошин Олександр Федорович               | ТУП                                        |                  |
| Вороний Микола Кіндратович                |                                            |                  |
| Вус ?                                     |                                            |                  |
| В'язлов Андрій Григорович                 | ТУП                                        |                  |
| Ган Лев                                   | Організаційний військовий комітет          |                  |
| Гармаш Євтихій Іванович                   |                                            |                  |
| Глинський Микита                          | Військовий клуб ім. Полуботка              |                  |
| Грушевський Михайло Сергійович            | ТУП                                        | Голова           |
| Грушевська Марія-Іванна Сильвестрівна     | Просвітні організації Києва                |                  |
| Дем'яновський Микола                      | ТУП                                        |                  |
| Дорошенко Василь                          | «Арсенал»                                  |                  |
| Дорошенко Дмитро Іванович                 | ТУП                                        | Заступник голови |
| Дорошенко Дмитро ?                        | ТУП                                        |                  |
| Драгомирецький Антін Григорович           | Робітничий клуб (УСДРП)                    |                  |
| Дуберг Василь                             | «Арсенал»                                  |                  |
| Ерастов Степан Іванович                   | Кубань                                     |                  |
| Єреміїв Михайло Михайлович                | Студентський союз                          |                  |
| Єфремов Сергій Олександрович              | ТУП                                        |                  |
| Журавель Андрій Андрійович                | Студентський союз                          |                  |
| Запорожець ?.?.                           | Військовий клуб ім. Полуботка              |                  |
| Зигадорчук ?.?.                           |                                            |                  |
| Кашинський Павло                          | Видавництво «Вернигора»                    |                  |
| Коваль Володимир Дмитрович                | УТАТ                                       |                  |
| Ковальський Микола Миколайович            | Просвітні організації Києва (УСДРП)        |                  |
| Колосів Сергій (солдат)                   | Військовий клуб ім. Полуботка              |                  |
| Корж Кузьма Олексійович                   | УПСР                                       |                  |
| Коробцов Василь Григорович                | УТАТ                                       |                  |
| Королів Василь Костянтинович              | ТУП                                        |                  |
| Корчинський Михайло Агафонович            | Українська національна рада Петрограда     |                  |
| Крамаренко Іван                           | Видавництво «Вернигора»                    |                  |
| Крижанівський Федір Іванович              | Кооперативні організації Київщини          | Заступник голови |
| Лисичук Михайло                           | Снарядний завод (УСДРП)                    |                  |
| Лопушенко Іван                            | Залізничники                               |                  |
| Лотоцький Олександр Гнатович              | Українська національна рада Петрограда     |                  |
| Луценко Іван Митрофанович                 | Одеса                                      |                  |
| Маєвський Іван                            | УПСР                                       |                  |
| Матушевський Федір Павлович               | ТУП                                        |                  |
| Матяшевич Василь Федорович (підполковник) | Київський військовий гарнізон              |                  |
| Мірна Зінаїда Василівна                   | Просвітні організації Києва                |                  |
| Міхновський Микола Іванович (підпоручик)  | Військовий клуб ім. Полуботка              |                  |
| Науменко Володимир Павлович               | УНТ                                        | Заступник голови |
| Нечаївська Віра Йосипівна                 | Жіночий союз                               |                  |
| Ніковський Андрій Васильович              | ТУП                                        |                  |
| О'Коннор-Вілінська Валерія Олександрівна  | Просвітні організації Києва                |                  |
| Осадчий Тихін Іванович                    | Селянська спілка                           |                  |
| Пащенко Олімпіада Михайлівна (Шумлінська) | УПТ                                        |                  |
| Піщанський ? (полковник)                  | Військовий клуб ім. Полуботка              |                  |
| Плохий Овсій Трохимович                   | Просвітні організації Києва                |                  |
| Погорілко Павло Ферапонтович              | Духівництво Києва                          |                  |
| Пожарський Петро Ничипорович              | Кооперативні організації                   |                  |
| Полонський Андрій Матвійович              | Студентський союз                          |                  |
| Порш Микола Володимирович                 | УСДРП                                      |                  |
| Прокопович В'ячеслав Костянтинович        | ТУП                                        |                  |
| Русова Софія Федорівна                    | Просвітні організації Києва                |                  |
| Садовський Валентин Васильович            | УСДРП                                      |                  |
| Саліковський Олександр Хомич              | Громада українців Москви                   |                  |
| Самойлович Микола Павлович                | Студентський союз                          |                  |
| Сербиненко Андрій Миронович               | Селянська спілка                           |                  |
| Синицький Максим Стратонович              | «Просвіта»                                 |                  |
| Сімашкевич Микола Васильович              | УПТ                                        |                  |
| Скрипник Людмила (студентка)              | УТАТ                                       |                  |
| Сніжний Йосип                             | Селянська спілка                           |                  |
| Старицька-Черняхівська Людмила Михайлівна | ТУП                                        |                  |
| Стасюк Микола Миколайович                 | Селянська спілка                           |                  |
| Степаненко Олександр Федорович            | Кооперативні організації                   |                  |
| Стешенко Іван Матвійович                  | Просвітні організації Києва                |                  |
| Тищенко Юрій Пилипович                    |                                            |                  |
| Ткаченко Михайло Степанович               | УСДРП                                      |                  |
| Фещенко-Чопівський Іван Адріянович        | Просвітні організації Києва                |                  |
| Ходзінський Дмитро Г. (священик)          | Духівництво Києва                          |                  |
| Холодний Петро Іванович                   | Просвітні організації Києва                |                  |
| Хотовицький Микола Олександрович          | Кооперативні організації                   |                  |
| Христюк Павло Оникійович                  | УПСР                                       |                  |
| Цибульський Кузьма                        | Просвітні організації Києва                |                  |
| Чернявський Г.В. (священик)               | Духівництво Києва                          |                  |
| Чехівський Володимир Мусійович            | Керівничий комітет Одеси                   |                  |
| Шаповал Микита Юхимович                   | Українська громада Трубчевського лісництва |                  |
| Шараївський Нестор (протоієрей)           | Духівництво Києва                          |                  |
| Шемет Володимир Михайлович                | Гімназія м. Лубен                          |                  |
| Шлейченко Оксентій Микитович              | УПСР                                       |                  |
| Штейнгель Федір Рудольфович               | ТУП                                        |                  |
| Шульгин Володимир Якович                  | Студентський союз                          |                  |
| Яковлів Андрій Іванович                   | Просвітні організації Києва                |                  |
| Яновська Любов Олександрівна              | ТУП                                        |                  |

## Джерело
Верстюк В., Осташко Т. Діячі Української Центральної Ради. Біографічний довідник. - Київ, 1998. - с.206-208. ISBN 966-02-0498-1.